# 熊开元
熊开元（1599年—1676年），字玄年，號魚山，湖广嘉鱼县（今湖北）人，明朝政治人物，天啟乙丑同進士出身。

## 生平
萬曆四十六年（1618年）戊午科湖廣鄉試舉人，天啓五年（1625年）登乙丑科进士。崇祯元年（1628年）授直隸崇明县知县，改吴江县。崇祯四年（1631年）征授吏科给事中，请杀王化贞。閏本年十一月开元上疏，谓：“平天下有道，得则简，不得则烦，恳力除苛细”，崇祯帝怒，旋以“吴江征赋不及额”，将开元“贬二秩，调外用”，开元不赴，告病归里。崇禎十三年（1641年）起为山西按察司照磨，十四年迁光禄寺监事，十五年八月升行人司司副，十一月因弹劾周延儒，与姜埰同被下狱，刑讯几毙。十六年六月被释放，崇禎十七年（1644年）正月，遣戍杭州。
同年，李自成攻克京师，弘光帝召熊开元起吏科给事中。为母丁忧，不赴。隆武帝立，任命熊开元工科左给事中。连擢太常寺卿、左佥都御史，随征东阁大学士。後乞假归乡。隆武二年（1646年）八月，汀州被清军所破，熊开元遂走苏州，入灵岩寺为僧，法名正志，法号蘖庵。为僧后，常住安徽休宁之仰山，清康熙十三年（1674年）至九华山，十五年圆寂，享年七十八，葬于黄山丞相原。《明史》有传。

## 著作
著有《诸方语录》、《蘖庵别录》、《渔山剩稿》等。

## 延伸阅读
[在维基数据编辑]
 《明史卷二百五十八》，出自《明史》